# Luis Soares (atleta)
Luis Soares (Nazaré, Portugal; 24 de marzo de 1964 – 13 de noviembre de 2024) fue un atleta especialista en la carrera de larga distancia nacido en Portugal y nacionalizado francés en 1989.

## Biografía
Luis Soares comenzó jugando al hockey sobre patines, pasando al poco tiempo a la práctica del atletismo.
En 1986 se muda a París donde se profesionalizó como atleta y tres años después se naturaliza francés.
El 29 de marzo de 1992 gana la maratón de París imponiendo un récord personal de 2:10:03, el cual también fue el récord nacional de Francia hasta 1998.
Representó a Francia en Barcelona 1992 donde terminó en la posición 45 en la maratón.
También participó en el Campeonato Mundial de Atletismo de 1999 en maratón pero no terminó la carrera.
Soares falleció el miércoles 13 de noviembre de 2024 tras padecer una larga enfermedad.

## Palmarés
| Año  | Evento                 | Sede              | Posición | Tiempo  |
| ---- | ---------------------- | ----------------- | -------- | ------- |
| 1987 | Media Maratón de Lille | Lille, Francia    | 1°       | 2:14:41 |
| 1992 | Maratón de París       | Paris, Francia    | 1°       | 2:10:03 |
| 1992 | Juegos Olímpicos       | Barcelona, España | 45°      | 2:21:57 |
| 1999 | Campeonato Mundial     | Sevilla, España   | —        | DNF     |